# Term of Trial
Term of Trial (Mentira Infamante, no Brasil) é um filme britânico de 1962 dirigido por Peter Glenville, baseado em romance de James Barlow.

## Sinopse
Professor, cuja carreira já fora prejudicada por se recusar a lutar na Segunda Guerra Mundial, rejeita o assédio de uma estudante apaixonada que, por vingança, acusa-o de estupro.

## Elenco
- Laurence Olivier ... Graham Weir
- Simone Signoret ... Anna
- Sarah Miles ... Shirley Taylor
- Terence Stamp ... Mitchell
- Hugh Griffith ... O'Hara
- Roland Culver ... Trowman
- Dudley Foster ... sgt. Keirnan
- Frank Pettingell ... Ferguson
- Thora Hird ... Mrs. Taylor
- Norman Bird ... Mr. Taylor
- Newton Blick ... promotor
- Allan Cuthbertson ... Sylvan-Jones
- Barbara Ferris ... Joan
- Rosamund Greenwood ... Constance
- Nicholas Hannen ... magistrado
- Ray Holder ... Thompson
- Derren Nesbitt ... Lodger

## Prêmios e indicações
- Festival de Veneza (1962)

Vencedor prêmio OCIC (Peter Glenville)
Indicado para o Leão de Ouro (Peter Glenville)
- BAFTA

Indicado nas categorias:
-Melhor ator britânico (Laurence Olivier)
-Melhor revelação (Sarah Miles)